# Howsham (Yorkshire du Nord)
Howsham est un village et une paroisse civile du Yorkshire du Nord, en Angleterre.